# Division 1 Féminine 2023-2024
La Division 1 Féminine 2023-2024, nota anche come D1 Arkema 2023-2024 per ragioni di sponsorizzazione, è stata la 50ª edizione della massima divisione del campionato francese femminile di calcio. Il campionato è iniziato il 16 settembre 2023 e si è concluso il 17 maggio 2024 con la finale dei play-off per l'assegnazione del titolo. L'Olympique Lione ha vinto il campionato per la 17ª volta, la terza consecutiva, dopo aver battuto in finale il Paris Saint-Germain.

## Stagione

### Novità
Dalla Division 1 Féminine 2022-2023 erano stati retrocessi in Division 2 Féminine il Soyaux e il Rodez, classificatisi nelle ultime due posizioni in classifica. Dalla Division 2 Féminine erano stati promossi il Lilla e il Saint-Étienne, vincitori rispettivamente del gruppo A e gruppo B.

### Formato
Per la prima volta dopo vent'anni, il formato della competizione è stato cambiato, tornando a una doppia fase.  Nella stagione regolare le 12 squadre si sono affrontate in un girone all'italiana con partite di andata e ritorno, per un totale di 22 giornate. Le squadre classificate ai primi quattro posti hanno avuto accesso ai play-off per il titolo, mentre le ultime due classificate vengono retrocesse in Division 2. La seconda fase è strutturata ad eliminazione diretta: nelle semifinali, disputate in gare secche, la prima classificata ha affrontato la quarta, mentre la seconda ha affrontato la terza. Le vincenti hanno avuto accesso alla finale, che ha decretato la squadra campione di Francia, mentre le perdenti hanno disputato la finale per il terzo posto. Le prime tre classificate sono state ammesse all'edizione 2024-2025 della UEFA Women's Champions League: la prima alla fase a gironi, la seconda al secondo turno di qualificazione, mentre la terza al primo turno.

## Squadre partecipanti
| Club                | Stagione | Città          | Stadio                                      | Stagione precedente      |
| ------------------- | -------- | -------------- | ------------------------------------------- | ------------------------ |
| Bordeaux            | dettagli | Bordeaux       | Stadio Sainte-Germaine                      | 7º posto in Division 1   |
| Digione             | dettagli | Digione        | Stadio Gaston Gérard                        | 10º posto in Division 1  |
| Fleury              | dettagli | Fleury-Mérogis | Stadio Robert-Bobin (Bondoufle)             | 4º posto in Division 1   |
| Guingamp            | dettagli | Guingamp       | Stadio dell'accademia EA Guingamp           | 9º posto in Division 1   |
| Le Havre            | dettagli | Le Havre       | Stadio Océane                               | 8º posto in Division 1   |
| Lilla               | dettagli | Lilla          | Stadium Lille Métropole                     | 1º posto in Division 2/A |
| Montpellier         | dettagli | Montpellier    | Stadio Bernard Gasset - Campo Mama Ouattara | 5º posto in Division 1   |
| Olympique Lione     | dettagli | Lione          | Groupama OL Training Center                 | 1º posto in Division 1   |
| Paris FC            | dettagli | Parigi         | Stadio Sébastien Charléty                   | 3º posto in Division 1   |
| Paris Saint-Germain | dettagli | Parigi         | Stadio Georges Lefèvre                      | 2º posto in Division 1   |
| Saint-Étienne       | dettagli | Saint-Étienne  | Stadio Salif-Keita                          | 1º posto in Division 2/B |
| Stade Reims         | dettagli | Reims          | Stadio Louis Blériot (Bétheny)              | 6º posto in Division 1   |

## Stagione regolare

### Classifica finale
|  | Pos. | Squadra             | Pt | G  | V  | N | P  | GF | GS | DR  |
|  | ---- | ------------------- | -- | -- | -- | - | -- | -- | -- | --- |
|  | 1.   | Olympique Lione     | 61 | 22 | 20 | 1 | 1  | 82 | 13 | +69 |
|  | 2.   | Paris Saint-Germain | 50 | 22 | 15 | 5 | 2  | 67 | 17 | +50 |
|  | 3.   | Paris FC            | 42 | 22 | 13 | 3 | 6  | 56 | 27 | +29 |
|  | 4.   | Stade Reims         | 35 | 22 | 10 | 5 | 7  | 33 | 31 | +2  |
|  | 5.   | Fleury              | 33 | 22 | 10 | 3 | 9  | 37 | 33 | +4  |
|  | 6.   | Montpellier         | 32 | 22 | 9  | 5 | 8  | 33 | 36 | -3  |
|  | 7.   | Saint-Étienne       | 29 | 22 | 9  | 2 | 11 | 31 | 52 | -21 |
|  | 8.   | Digione             | 23 | 22 | 6  | 5 | 11 | 26 | 47 | -21 |
|  | 9.   | Le Havre            | 22 | 22 | 5  | 8 | 9  | 33 | 49 | -16 |
|  | 10.  | Guingamp            | 16 | 22 | 4  | 4 | 14 | 26 | 49 | -23 |
|  | 11.  | Bordeaux            | 13 | 22 | 3  | 4 | 15 | 17 | 49 | -32 |
|  | 12.  | Lilla               | 13 | 22 | 2  | 7 | 13 | 27 | 65 | -38 |

Legenda:
      Ammessa ai play-off per il titolo.
      Retrocessa in Seconde Ligue.
Note:
Tre punti a vittoria, uno a pareggio, zero a sconfitta.

### Risultati
|                 | Bor  | Dig  | Fle  | Gui  | LHv  | Lil  | Mon  | OLi  | PFC  | PSG  | Sai  | StR  |
| --------------- | ---- | ---- | ---- | ---- | ---- | ---- | ---- | ---- | ---- | ---- | ---- | ---- |
| Bordeaux        | –––– | 0-2  | 0-3  | 1-1  | 1-1  | 3-0  | 1-1  | 2-1  | 2-6  | 0-3  | 0-2  | 1-4  |
| Digione         | 1-0  | –––– | 0-5  | 2-0  | 1-2  | 3-3  | 1-0  | 1-3  | 0-6  | 2-5  | 1-1  | 3-2  |
| Fleury          | 2-1  | 2-1  | –––– | 3-1  | 2-2  | 2-2  | 2-3  | 1-3  | 2-1  | 1-1  | 1-0  | 2-1  |
| Guingamp        | 1-0  | 1-1  | 3-1  | –––– | 3-4  | 4-3  | 0-1  | 1-5  | 0-4  | 3-3  | 0-0  | 3-4  |
| Le Havre        | 1-1  | 3-3  | 1-3  | 2-0  | –––– | 2-2  | 3-3  | 0-4  | 1-4  | 1-1  | 0-2  | 4-2  |
| Lilla           | 1-2  | 2-2  | 2-1  | 0-2  | 3-3  | –––– | 0-0  | 0-7  | 0-4  | 0-4  | 2-5  | 1-2  |
| Montpellier     | 2-1  | 2-0  | 1-1  | 3-1  | 2-1  | 1-2  | –––– | 1-2  | 1-4  | 1-3  | 2-1  | 4-0  |
| Olympique Lione | 4-0  | 4-1  | 4-0  | 2-1  | 3-0  | 5-0  | 5-0  | –––– | 1-0  | 1-1  | 4-1  | 6-0  |
| Paris FC        | 1-0  | 0-1  | 3-1  | 2-0  | 3-2  | 3-2  | 3-0  | 1-6  | –––– | 1-2  | 2-2  | 0-1  |
| Paris SG        | 8-1  | 3-0  | 2-1  | 5-0  | 4-0  | 6-0  | 4-1  | 0-1  | 1-1  | –––– | 4-0  | 5-0  |
| Saint-Étienne   | 1-0  | 2-0  | 1-0  | 2-1  | 1-2  | 1-1  | 1-1  | 1-6  | 1-6  | 0-1  | –––– | 4-3  |
| Stade Reims     | 3-0  | 1-0  | 2-0  | 1-0  | 0-0  | 3-1  | 0-3  | 1-5  | 1-1  | 2-1  | 2-0  | –––– |

## Play-off per il titolo
Hanno avuto accesso ai play-off per il titolo le squadre classificate ai primi quattro posti della stagione regolare.

### Tabellone
|  | Semifinali | Semifinali                | Semifinali          |                     |                 | Finale          | Finale          | Finale          |  |
|  |            |                           |                     |                     |                 |                 |                 |                 |  |
|  | 1          | Olympique Lione           | 6                   |                     |                 |                 |                 |                 |  |
|  | 1          | Olympique Lione           | 6                   |                     |                 |                 |                 |                 |  |
|  | 4          | Stade Reims               | 0                   |                     |                 |                 |                 |                 |  |
|  | 4          | Stade Reims               | 0                   |                     | Olympique Lione | Olympique Lione | 2               |                 |  |
|  |            |                           |                     |                     | Olympique Lione | Olympique Lione | 2               |                 |  |
|  |            |                           | Paris Saint-Germain | Paris Saint-Germain | 1               |                 |                 |                 |  |
|  | 2          | Paris Saint-Germain (dtr) | Paris Saint-Germain | Paris Saint-Germain | 1               | 2 (5)           |                 |                 |  |
|  | 2          | Paris Saint-Germain (dtr) |                     |                     |                 | 2 (5)           |                 |                 |  |
|  | 3          | Paris FC                  | 2 (4)               |                     |                 | Finale 3º posto | Finale 3º posto | Finale 3º posto |  |
|  | 3          | Paris FC                  | 2 (4)               |                     |                 |                 |                 |                 |  |
|  |            |                           |                     |                     |                 |                 |                 |                 |  |
|  |            |                           |                     |                     |                 | Paris FC (dtr)  | Paris FC (dtr)  | 1 (4)           |  |
|  |            |                           |                     |                     |                 | Paris FC (dtr)  | Paris FC (dtr)  | 1 (4)           |  |
|  |            |                           |                     |                     |                 | Stade Reims     | Stade Reims     | 1 (2)           |  |

### Semifinali
|                     | Risultati     |             | Luogo e data                     |
| ------------------- | ------------- | ----------- | -------------------------------- |
| Olympique Lione     | 6-0           | Stade Reims | Décines-Charpieu, 12 maggio 2024 |
|                     |               |             |                                  |
| Paris Saint-Germain | 2-2 (5-4 dtr) | Paris FC    | Parigi, 11 maggio 2024           |
|                     |               |             |                                  |

### Finale per il terzo posto
|          | Risultati     |             | Luogo e data           |
| -------- | ------------- | ----------- | ---------------------- |
| Paris FC | 1-1 (4-2 dtr) | Stade Reims | Parigi, 17 maggio 2024 |
|          |               |             |                        |

### Finale
|                 | Risultati |                     | Luogo e data                     |
| --------------- | --------- | ------------------- | -------------------------------- |
| Olympique Lione | 2-1       | Paris Saint-Germain | Décines-Charpieu, 17 maggio 2024 |
|                 |           |                     |                                  |

Legenda:
      Campione di Francia e ammessa alla UEFA Women's Champions League 2024-2025.
      Ammessa alla UEFA Women's Champions League 2024-2025.

## Statistiche

### Classifica marcatrici
Comprende solo le reti realizzate nel corso della stagione regolare.
| Gol |  |  | Giocatore               | Squadra             |
| --- |  |  | ----------------------- | ------------------- |
| 18  |  |  | Tabitha Chawinga        | Paris Saint-Germain |
| 12  |  |  | Ada Hegerberg           | Olympique Lione     |
| 11  |  |  | Grace Geyoro            | Paris Saint-Germain |
| 11  |  |  | Marie-Antoinette Katoto | Paris Saint-Germain |
| 10  |  |  | Eugénie Le Sommer       | Olympique Lione     |
| 9   |  |  | Noémie Mouchon          | Stade Reims         |
| 9   |  |  | Faustine Robert         | Montpellier         |
| 9   |  |  | Gaëtane Thiney          | Paris FC            |
| 8   |  |  | Inès Benyahia           | Le Havre            |
| 8   |  |  | Sara Däbritz            | Olympique Lione     |
| 8   |  |  | Ewelina Kamczyk         | Fleury              |
| 8   |  |  | Clara Matéo             | Paris FC            |
| 8   |  |  | Louna Ribadeira         | Paris FC            |
| 7   |  |  | Sandy Baltimore         | Paris Saint-Germain |
| 7   |  |  | Kessya Bussy            | Stade Reims         |
| 7   |  |  | Julie Dufour            | Paris FC            |